# 7959 Алісечеррі
7959 Алісечеррі (7959 Alysecherri) — астероїд головного поясу, відкритий 2 серпня 1994 року.
Тіссеранів параметр щодо Юпітера — 3,828.